# Два евро
Два евро — самая крупная ходячая монета зоны евро как по номиналу, так и по размерам. Биметаллическая монета чеканится из медно-никелевого сплава и сплава: меди, цинка и никеля. Аверс монет отличается в зависимости от страны, в которой монета имеет хождение и серии выпуска. Также выпускаются памятные выпуски монет номиналом в 2 евро.

## История
В 2002 году, двенадцатью странами Еврозоны и странами не входящими в Еврозону (Монако, Ватикан, Сан-Марино) были введены в обращение монеты евро и банкноты евро. Дизайн единого реверса монеты разработал Люк Люикс, он же является автором общей стороны монет и других номиналов. На реверсе монеты изображен Европейский союз и все 16 стран входящих в него. Подобный дизайн на монетах: 1 евро, 50 центов, 20 центов, 10 центов.
Национальная сторона монеты разработана дизайнерами каждой страны зоны евро и включает обязательные 12 звёзд Евросоюза. Национальный дизайн монет не изменялся до 2008 года, кроме случаев смерти монарха (2005 год, Ватикан). В дизайне некоторых стран, например Финляндия и Бельгия на монете присутствует название страны.
В 2004 году шестью странами выпущены памятные монеты (позднее число стран выпускающих их возросло). В 2007 году всеми странами Еврозоны выпущена серия Римский договор. В 2009 все страны Еврозоны выпустили монеты серии: «10 лет Экономическому и валютному союзу». В 2012 году начат выпуск новой серии: 10-летие наличного обращения евро.
В 2004 году произошло расширение Евросоюза. В 2007 году в зону евро вошла Словения. Новые страны еврозоны Кипр и Мальта, а позднее Словакия, Эстония, Латвия и Литва разработали свой дизайн монет.
В настоящее время в Еврозону входят двадцать стран. Возможными кандидатами на вступление являются Болгария, Венгрия, Польша и Чехия.

## Общий дизайн
На реверсе монеты стоит номинал 2 евро и изображена карта Европы. Монета медно-никелевая в центре и никелево-стальная по ободу. Она как бы включает два цвета (серебряный и золотой). Диаметр монеты 25,75 мм, a 2,20 мм толщиной и весом 8,5 граммов.

## Национальная сторона
| Описание | Описание | Изображение           | Изображение           |
| --- | --- | --------------------- | --------------------- |
| Австрия: · На Австрийской монете изображён портрет Берты Зуттнер и национальный флаг — символ Австрии. | |                       |                       |
| Андорра: | |                       |                       |
| Бельгия: · На Бельгийской монете изображён портрет короля Альберта II, который разработан Яном Альфонсом Кестерманом (Jan Alfons Keustermans), также на монете присутствует королевская монограмма, буква «A», под короной. В 2008 году были добавлены буквы BE (обозначающие Бельгию)под монограммой и двенадцать звёзд Евросоюза. | Бельгия: · На Бельгийской монете изображён портрет короля Альберта II, который разработан Яном Альфонсом Кестерманом (Jan Alfons Keustermans), также на монете присутствует королевская монограмма, буква «A», под короной. В 2008 году были добавлены буквы BE (обозначающие Бельгию)под монограммой и двенадцать звёзд Евросоюза. | 1-я Серия (2002—2007) | 2-я Серия (2008)      |
| Хорватия: Карта Хорватии | |                       |                       |
| Кипр: · На монете Кипра изображён Помосский идол, который является доисторической скульптурой и датируется 30 веком до нашей эры. Дизайн разработан Эриком Мелом(Erik Maell) и Татьяной Сотепулос(Tatiana Soteropoulos). Монета имеет надписи на греческом и турецком языках (ΚΥΠΡΟΣ and KIBRIS) под идолом. | |                       |                       |
| Финляндия: · На монете Финляндии изображены листья морошки и дата выпуска монеты. Разработан художником Раймо Хено (Raimo Heino). Первая серия была разработана Раймо Макконеном (Raimo Makkonen), буква М снизу справа. На монетах нового дизайна снизу справа буквы FI. | Финляндия: · На монете Финляндии изображены листья морошки и дата выпуска монеты. Разработан художником Раймо Хено (Raimo Heino). Первая серия была разработана Раймо Макконеном (Raimo Makkonen), буква М снизу справа. На монетах нового дизайна снизу справа буквы FI.                                                           | 1-я Серия (2002—2006) | 2-я Серия (2007)      |
| Франция: · Эскиз монеты Франции разработал Жоакин Хименес (Joaquim Jimenez). В центре монеты изображено стилизованное дерево. Буквы RF, обозначают Французскую республику (République Française). Сверху девиз Франции: «Liberté, égalité, fraternité». Двенадцать звезд переплетены стилизованными ветвями. Снизу дата выпуска монеты. | |                       |                       |
| Германия: · На монете Германии изображён немецкий герб (германский орел), символизирующий единство немецкой нации. Снизу орла дата выпуска и буква монетного двора. Эскиз монеты разработан Хайнцем и Снежаной Руссева-Хойер (Heinz and Sneschana Russewa-Hoyer). | |                       |                       |
| Греция: · На монете Греции изображено похищение Европы Зевсом, в виде быка, изображенный на Спартанской мозаике 3 века до н. э. От этой мифологической Европы получил имя континент: «Европа». Стоимость евро на греческом алфавите, 2 EYPΩ снизу. Слово «Europa» (ΕΥΡΩΠΗ) на греческом языке слева сверху. Разработал эскиз монеты художник Георгиос Стаматопулос (Georgios Stamatopoulos). | |                       |                       |
| Ирландия: · На монете Ирландии изображён en:Clàrsach, национальный символ Ирландии). Слева слово «Éire» на ирландском языке обозначает Ирландию и справа дата выпуска. Дизайн разработан Ярлахом Хайсем (Jarlath Hayes). | |                       |                       |
| Италия: · На монете Италии изображён портрет Данте Алигьери кисти художника Рафаэля. Буквы IR (Repubblica Italiana — Итальянская республика), год выпуска слева от лица Данте. Эскиз монеты разработал художник Мария Кармела (Maria Carmela). | |                       |                       |
| Латвия: | |                       |                       |
| Литва: | |                       |                       |
| Люксембург: · На монете Люксембурга изображён стилизованный портрет Великого герцога Люксембурга, разработанный художницей Иветт Гастауэр-Клэр (Yvette Gastauer-Claire) в соответствии с рекомендациями правительства Люксембурга и герцога Анри. Слева 40 % монеты как бы отрезаны и в этом месте год и слово Lëtzebuerg на люксембургском языке, обозначающее Люксембург. | |                       |                       |
| Мальта: · На монете Мальты изображён Мальтийский крест (эмблема ордена Госпитальеров: в 1520—1798 годах, был национальным символом). Слово MALTA сверху и год выпуска снизу. Дизайн разработал Noel Galea Bason. Мальта перешла на евро в 2008. | |                       |                       |
| Монако: · На монете Монако первой серии был изображён Ренье III (князь Монако) и присутствовала надпись MONACO в верхней части монеты, а снизу помещён год выпуска монеты. После смерти Ренье III в 2005 году выпущена серия с портретом князя Альбера II. | |                       |                       |
| Нидерланды: · На монете Нидерландов изображён стилизованный профиль королевы Беатрикс и в правой части монеты надпись «Beatrix Koningin der Nederlanden» («Беатрикс королева Нидерландов» на голландском языке), отделенные горизонтальной линией. Такой же дизайн присутствовал на монете 1 гульден. | |                       |                       |
| Португалия: · На монете Португалии изображён королевский герб 1144 года. По кругу надпись Португалия (Portugal). | |                       |                       |
| Сан-Марино: · На монете Сан-Марино изображена площадь Palazzo Pubblico, и здание правительства. Дата выпуска слева, название San Marino справа. | Сан-Марино: · На монете Сан-Марино изображена площадь Palazzo Pubblico, и здание правительства. Дата выпуска слева, название San Marino справа. | 1-я Серия (2002—2016) | 2-я Серия (2017-н.в.) |
| Словакия: · Эскиз монеты Словакии утверждён в 2009 году, когда Словакия перешла на евро. На монете изображён герб Словакии в центре и дата выпуска монеты внизу слева. | |                       |                       |
| Словения: · На монете Словении изображён стилизованный портрет Франца Прешерна, словенского поэта 19-го века, который стал символом словенской литературы. Ниже его изображения надпись, в стилизованной письменной форме, «Shivé naj vsi naródi», что означает «Божье благословение для всех наций». Это первая строчка Словенского национального гимна, который имеет в своей основе стихотворение Франца Прешерна. Внизу слева имя France Prešeren и по ободу монеты звезды Евросоюза, совмещенные с названием страны Slovenija (Словения). Дизайн разработан в 2007 году, когда Словения ввела евро. Дизайнерами были: Миленко Ликул (Miljenko Licul), Майя Ликул (Maja Licul) и Янез Болка (Janez Boljka). | |                       |                       |
| Испания: · На монете Испании изображён портрет короля Хуана Карлоса I работы дизайнера Луиса Диаса (Luis José Díaz). Слева надпись «España» (Испания) и на новой монете вензель расположен справа. | Испания: · На монете Испании изображён портрет короля Хуана Карлоса I работы дизайнера Луиса Диаса (Luis José Díaz). Слева надпись «España» (Испания) и на новой монете вензель расположен справа. | 1-я серия (1999—2009) | 2-я серия (2010-)     |
| Эстония: · На монете Эстонии изображена карта Эстонии и слово «Eesti», которое обозначает Эстонию. Двенадцать звёзд Евросоюза по ободу монеты. Дизайн разработан в декабре 2004. В обращении с 2011 года. | |                       |                       |
| Ватикан: · Аверс монеты Ватикана был изменён дважды. На монете первой серии был изображен папа Иоанн Павел II. Название CITTA DEL Vaticano(государство Ватикан), затем год и фирменный знак монетного двора. После смерти Иоанна Павла II в 2005 году была выпущена новая монета с символом Ватикана, она была временной до избрания нового папы. Монета содержала знаки Апостольской палаты в Ватикане и герб Святой Римской Церкви. В связи с избранием нового папы Бенедикта XVI его изображение появилось на монетах евро. Кроме того, на монете в правом верхнем углу стоит год выпуска и фирменный знак монетного двора в середине монеты.                                                                | 1-я серия (2002—2005) | 2-я серия (2005—2006) | 3-я серия (2006—2013) |

| Страна                                                           | Надпись на гурте | Описание |
| ---------------------------------------------------------------- | ---------------- | --- |
| Австрия                                                          |                  | Надпись «2 EURO ★★★» повторена четыре раза . |
| Андорра, Бельгия, Франция, Ирландия, Люксембург, Монако, Испания |                  | Надпись «2 ★ ★» повторена шесть раз. |
| Кипр                                                             |                  | Надпись «2 ΕΥΡΩ 2 EURO» повторена дважды (2 EURO на греческом и турецком).                                                                                       |
| Эстония                                                          |                  | «EESTI O» (Эстония на эстонском). |
| Финляндия                                                        |                  | «SUOMI FINLAND» (Финляндия на финском и шведском, два официальных языка в Финляндии).                                                                            |
| Германия                                                         |                  | «EINIGKEIT UND RECHT UND FREIHEIT» (ЕДИНСТВО И СПРАВЕДЛИВОСТЬ И СВОБОДА на немецком): национальный девиз Германии и первая строчка национального гимна Германии. |
| Греция                                                           |                  | «ΕΛΛΗΝΙΚΗ ΔΗΜΟΚΡΑΤΙΑ ★» (ELLINIKI DIMOKRATIA: «ГРЕЧЕСКАЯ РЕСПУБЛИКА» на греческом).                                                                              |
| Италия, Сан-Марино, Ватикан                                      |                  | Надпись «2 ★» повторена шесть раз. |
| Латвия                                                           |                  | «DIEVS ★ SVĒTĪ ★ LATVIJU ★» (БОЖЕ, БЛАГОСЛОВИ ЛАТВИЮ! на латышском).                                                                                             |
| Литва                                                            |                  | «LAISVĖ * VIENYBĖ * GEROVĖ *» (СВОБОДА * ЕДИНСТВО * БЛАГОПОЛУЧИЕ * на литовском).                                                                                |
| Мальта                                                           |                  | Надпись «2✠✠» повторена шесть раз. |
| Нидерланды                                                       |                  | «GOD ★ ZIJ ★ MET ★ ONS ★» (БОГ С НАМИ на голландском). Надпись ранее использовалась на монетах голландского гульдена крупного номинала.                          |
| Португалия                                                       |                  | |
| Словакия                                                         |                  | «SLOVENSKÁ REPUBLIKA» (СЛОВАЦКАЯ РЕСПУБЛИКА на словацком) с двумя звёздами и листьями липы между ними.                                                           |
| Словения                                                         |                  | «SLOVENIJA •» (СЛОВЕНИЯ на словенском) |
| Хорватия                                                         |                  | «O LIJEPA O DRAGA O SLATKA SLOBODO» (О ПРЕКРАСНАЯ, О ДОРОГАЯ, О СЛАДКАЯ СВОБОДА на хорватском)                                                                   |